# Mansard Baillet
Mansard Baillet is een champagnehuis dat in 1910 in Épernay werd gevestigd. Het is eigendom van de firma Rapeneau die het overnam van de famille Mansard die al generaties lang in Cerseuil hun champagne maakten. De firma Rapeneau is ook eigenaar van G.H. Martel & Co. en Charles de Cazanove.
Het huis beschikt over 16 hectare wijngaard in de Côte des Blancs en de Coteaux du Sézanne. Voor het rijpen van de wijn zijn sinds 1870 kelders of crayères met een lengte van 5 kilometer in de krijtrotsen uitgegraven. Het bedrijf verkoopt jaarlijks 6 miljoen flessen champagne en is daarmee de op vijf na grootste producent.
- De Brut is de Brut Sans Année, het is de meestverkochte champagne van het huis. Een wijn van 56% pinot noir, 38% pinot meunier en 6% chardonnay wordt geassembleerd en aangevuld met reserve uit eerdere wijnjaren die de kelders bewaard werd. Zo kan een champagnehuis ieder jaar hetzelfde type en dezelfde kwaliteit brut champagne leveren.
- De Premier Cru is een assemblage van 60% pinot noir en 40% chardonnay uit premier cru-gemeenten.
- De Rosé, een roséchampagne is een assemblage van 50% pinot noir, 20% chardonnay en 15% pinot meunier. De wijn werd op kleur gebracht met 15% rode wijn uit de Coteaux champenois.
- De Millésime is een millésime, een wijn van uitsluitend druiven van één enkel jaar.
- De Tradition is de uit gelijke delen chardonnay en pinot noir geassembleerde cuvée de prestige van dit huis.